# Porte du Diable

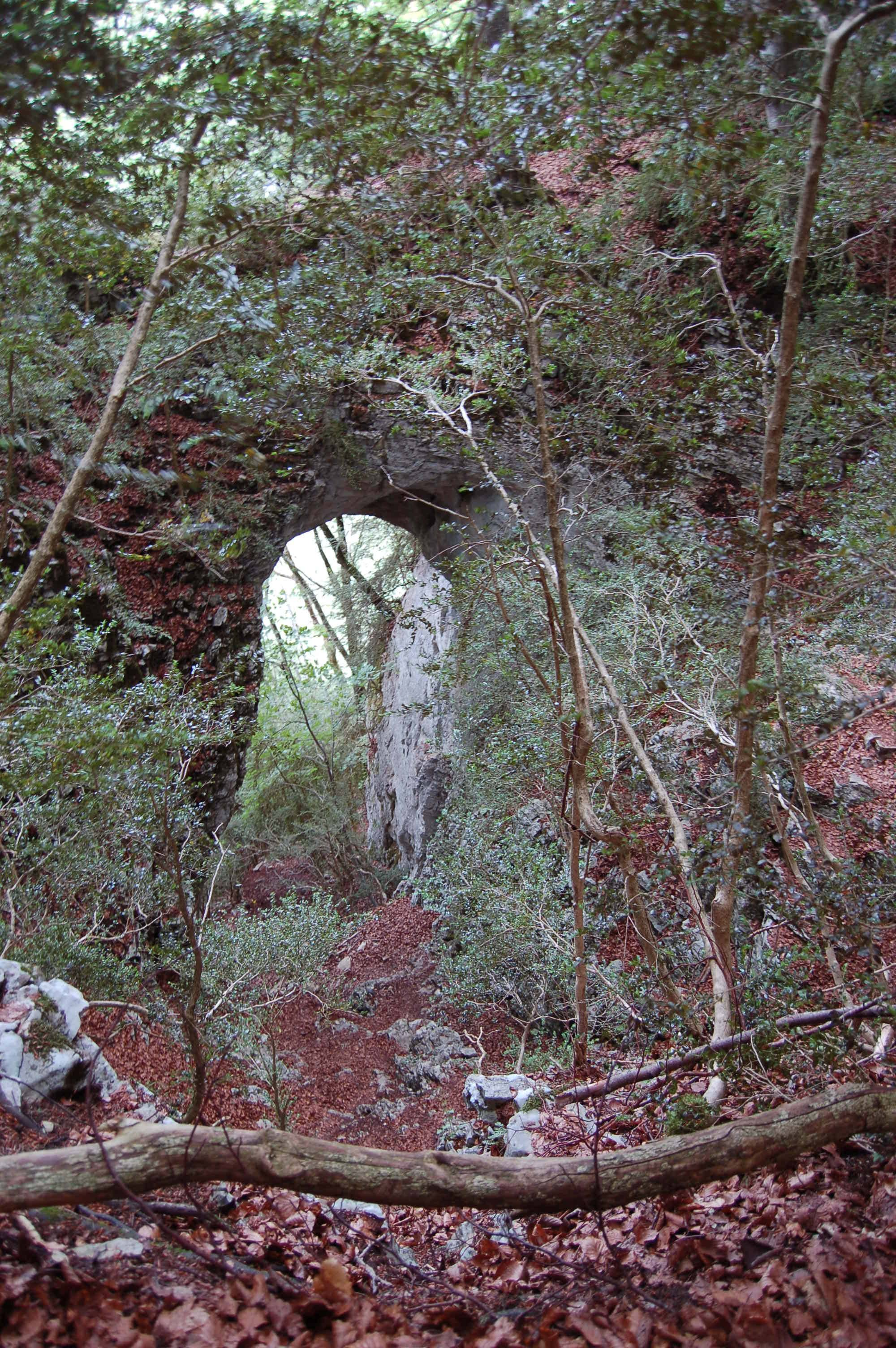
Blick durch die Porte du Diable (von oben)

Die Porte du Diable (deutsch Teufelspforte) bei Saint-Julien-en-Vercors im Arrondissement Die (Département Drôme, Frankreich) ist ein natürliches Felsentor in einer Kalksteinwand von etwa zehn Metern lichter Höhe. Es liegt an der Abbruchkante der Hochebene von Saint Julien zu den Gorges de la Bourne. Durch das Tor führt ein Wanderpfad, der Teil eines Rundweges ist.
Der Weg ist ganzjährig begehbar, aber nicht behindertengerecht. Er ist ab der Kirche von Saint Julien mit gelb-grünen Markierungen gekennzeichnet.